# Tales of Symphonia
Tales of Symphonia is een computerspel ontwikkeld door Namco Tales Studio en uitgegeven door Namco voor de Nintendo GameCube. Het rollenspel is uitgekomen in Japan op 29 augustus 2003, in de Verenigde Staten op 13 juli 2004 en in Europa op 19 november 2004.

## Plot
Lloyd Irving en Genis Sage gaan samen met jeugdvriendin Colette Brunel en haar twee beschermengelen op reis om de wereld van Sylvarant te redden. Echter, het redden van Sylvarant betekent het einde van de parallelle wereld Tethe'alla.

## Spel
Het spel bestaat uit drie hoofdgebieden; een overzichtswereld, het dorp en de kerkers, en een gevechtsscherm. Tijdens de gevechten zijn de eigenschappen van elke speler zichtbaar. Men kiest daarbij vier personages in de party. Na elk gevecht ontvangt of verliest de speler een geldbedrag, afhankelijk van welke doelen zijn behaald tijdens het gevecht.
Het vaardigheidssysteem is gebaseerd op "EX Gems", die in vier gradaties komen. Elk personage kan zich uitrusten met maximaal vier EX Gems en bepaalde vaardigheden instellen voor deze edelstenen.

## Ontvangst
| Recensiescore       | Recensiescore |
| Recensieverzamelaar | Score         |
| ------------------- | ------------- |
| Metacritic          | 86%           |
| Publicist           | Score         |
| 1UP.com             | B+            |
| Eurogamer           | 9             |
| Famitsu             | 34/40         |
| Game Informer       | 8,75          |
| GameSpot            | 8,8           |
| IGN                 | 8,5           |

Tales of Symphonia ontving positieve recensies. Men prees de gameplay, maar kritiek was er op het verhaal.
Namco maakte eind 2007 bekend dat het spel wereldwijd ruim 950.000 keer is verkocht.
Op aggregatiewebsite Metacritic heeft het spel een verzamelde score van 86%.

## HD-versie
Tales of Symphonia en de opvolger werden opnieuw uitgebracht in 2013 als HD-remaster voor de PlayStation 3, als onderdeel van de verzamelbundel Tales of Symphonia Chronicles.